# Stereodon pseudoreptans
Stereodon pseudoreptans là một loài Rêu trong họ Hypnaceae. Loài này được (Müll. Hal.) Mitt. mô tả khoa học đầu tiên năm 1864.